# Osnić
Osnić (cyr. Оснић) – wieś w Serbii, w okręgu zajeczarskim, w gminie Boljevac. W 2011 roku liczyła 1125 mieszkańców.